# Alexander Crailsheim

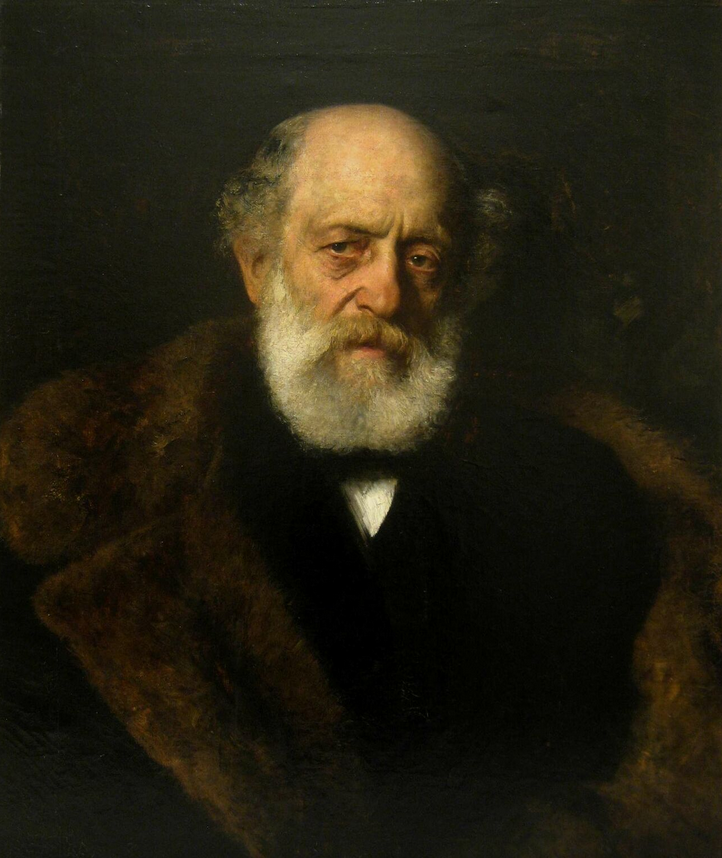
Porträt von Ernst Hildebrand (1880)

Alexander Crailsheim (* 18. Mai 1806 in Frankfurt am Main; † 8. September 1880 ebenda) war ein Arzt und Politiker der Freien Stadt Frankfurt.

## Leben
Alexander Crailsheim war der Sohn des jüdischen Mathematikers Abraham Crailsheim (1769–1840) und dessen Ehefrau Golda Rindskopf. Er studierte in Wien und Berlin Medizin und wurde 1830 in Berlin zum Dr. med. promoviert. 1831 war er Soldat im polnischen Befreiungskrieg. Danach lebte er als praktischer Arzt in Frankfurt am Main. Am 25. Oktober 1848 wurde er in die Constituierende Versammlung der Freien Stadt Frankfurt gewählt. Mit ihm, Heinrich Schwarzschild und Carl Leopold Goldschmidt gehörten drei Juden der Versammlung an. Er wurde 1850 in den Gesetzgebenden Körper gewählt. Seit 1862 war Crailsheim Stadtaccoucheur, von 1870 bis 1880 war er Mitglied des Städtischen Gesundheitsrates. 